# بقايا مستعر الشراع الأعظم

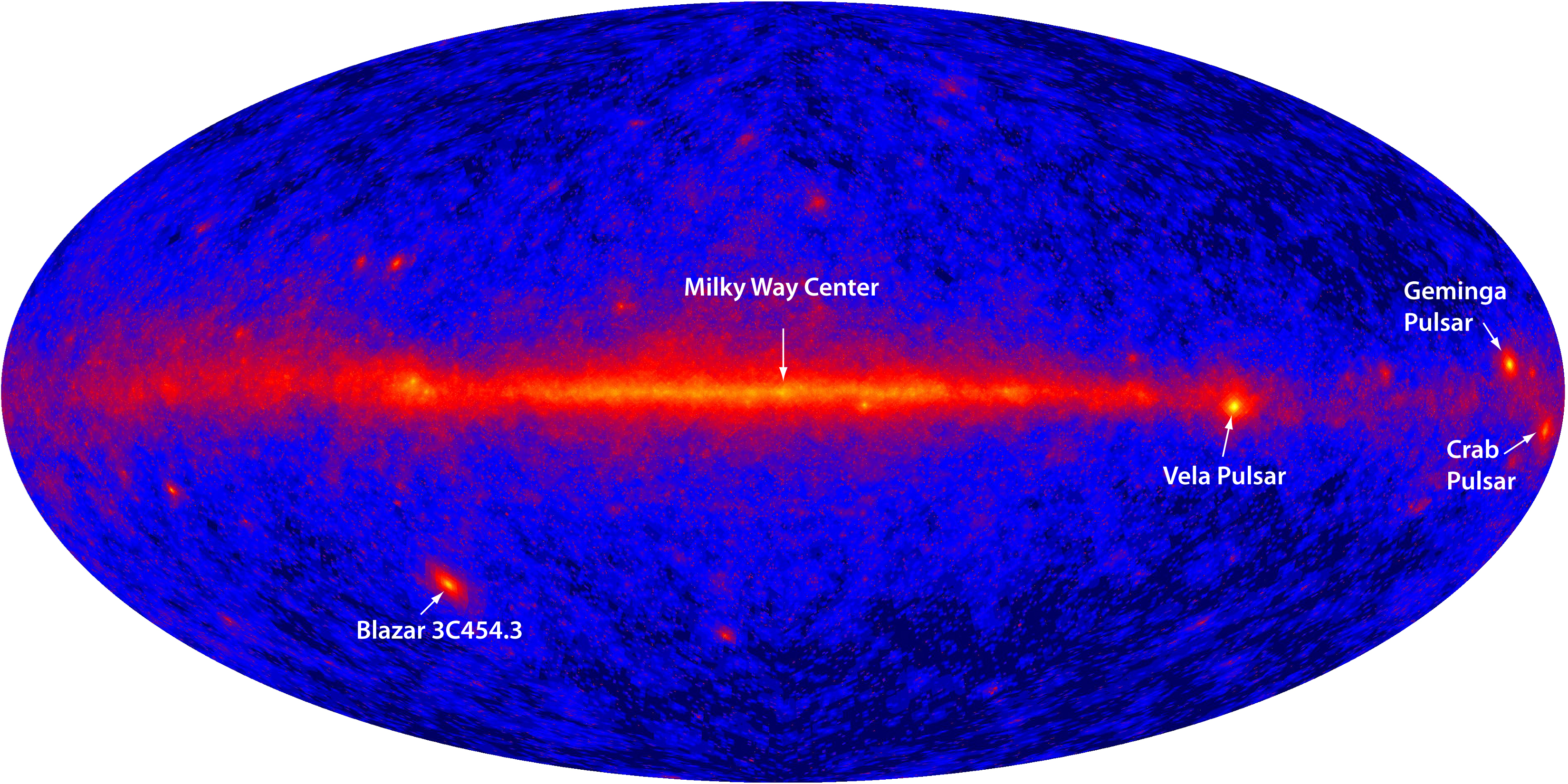
صورة لمسح الأشعة السينية للسماء تبين نباض الشراع بالنسبة لمجرتنا (صورة كونها القمر الصناعي GLAST)

بقايا مستعر الشراع الأعظم (بالإنجليزية: Vela supernova remnant)‏ هي بقايا مستعر أعظم في كوكبة الشراع الواقعة في النصف الجنوبي للكرة السماوية، ومصدرها مستعر أعظم انفجر تقريبًا منذ 11,000-12,300 عام مضى (وعلى بعد 800 سنة ضوئية). ربط الفلكيون في جامعة سيدني بين بقايا مستعر الشراع الأعظم ونباض الشراع عام 1968, ‏ كدليل مباشر على تحول المستعر الأعظم إلى نجم نيوتروني.
تشتمل بقايا مستعر الشراع الأعظم على سديم القلم (NGC 2736)، وهي تتداخل أيضًا مع بقايا مستعر الكوثل الأعظم، والتي هي أبعد بأربع مرات. ويعد كل من بقايا الشراع والكوثل من أكبر وألمع العلامات المميزة في علم الفلك للأشعة السينية.
وتعد بقايا مستعر الشراع الأعظم واحدة من أقرب بقايا المستعرات العظمى المعروفة لدينا. إلا أن نباض التوأمان أقرب (وهو أيضًا نتج عن مستعر أعظم)، كما اكتشف في عام 1998 بقايا مستعر أعظم آخر (RX J0852.0-4622) يقع أيضًا في الجزء الجنوبي من كوكبة الشراع. أحد التقديرات لبعدها وضعها على مسافة 200 فرسخ فلكي فقط (حوالي 650 سنة ضوئية)، أي أقرب من بقايا مستعر أعظم الشراع، والمفاجئ أنها انفجرت في وقت أقرب (في الألفية الأخيرة على ما يبدو) نظرًا لأنها ما زالت تبعث أشعة غاما نتيجة اضمحلال التيتانيوم-44. هذه البقايا لم تلحظ من قبل نظرًا لأنها في معظم الأطوال الموجية اختفت في صورة بقايا مستعر الشراع الأعظم.

## وصلات خارجية
- http://antwrp.gsfc.nasa.gov/apod/ap960612.html
- http://www.aao.gov.au/images/captions/uks002.html نسخة محفوظة 23 أغسطس 2006 على موقع واي باك مشين.
- http://antwrp.gsfc.nasa.gov/apod/ap970713.html
- http://astro.nineplanets.org/twn/velax.html
- http://antwrp.gsfc.nasa.gov/apod/ap070213.html
- Bill Blair's Vela supernova Remnant page
- http://www.skyfactory.org/vela/vela.htm